# Oum Ladjoul
Oum Ladjoul é uma comuna localizada na província de Sétif, Argélia.